# Kolonoskopija
Kolonoskopija je medicinska pretraga koja omogućava liječnicima izravno pregledavanje unutrašnjosti debelog crijeva upotrebom tanke, fleksibilne cijevi (kolonoskopa) koja se uvodi kroz anus. Na kraju kolonoskopa nalazi se malena kamera koja prenosi slike na monitor, omogućavajući liječniku da pregleda sluznicu crijeva i otkrije eventualne abnormalnosti.
Kolonoskopija se koristi za
- otkrivanje polipa, izraslina na sluznici crijeva koje mogu postati rak ako se ne uklone
- dijagnosticiranje upalnih bolesti crijeva kao što su ulcerozni kolitis ili Crohnova bolest
- nalaženje uzroka krvarenja iz probavnog sustava
- procjenu veličine i opsega tumora
- uklanjanje polipa ili malih tumora.

Prije kolonoskopije provodi se posebna dijeta i uzimaju laksativi kako bi se crijeva potpuno očistila.
Kolonoskopija se obično izvodi u bolnici ili ambulanti, u nekim zdravstvenim sustavima i pod sedacijom, tako da pacijent ne osjeća bol.
Iako je kolonoskopija sigurna procedura, postoje neki potencijalni rizici, kao što su krvarenje, perforacija crijeva i alergijske reakcije na sedative.
Kolonoskopija je važan alat za rano otkrivanje i liječenje raka debelog crijeva, koji je jedan od najčešćih vrsta raka. Redovita kolonoskopija može smanjiti rizik od smrti od tog oboljenja. U Sjedinjenim Američkim Državama liječnici preporučuju obavljanje prve kolonoskopije s pacijentovih 45 godina, s ponavljanjem svakih 10 godina ako nisu nađene lezije i ako pacijent nema povijest raka u obitelji, a inače i češće.